# Wehrkirche Döblitz

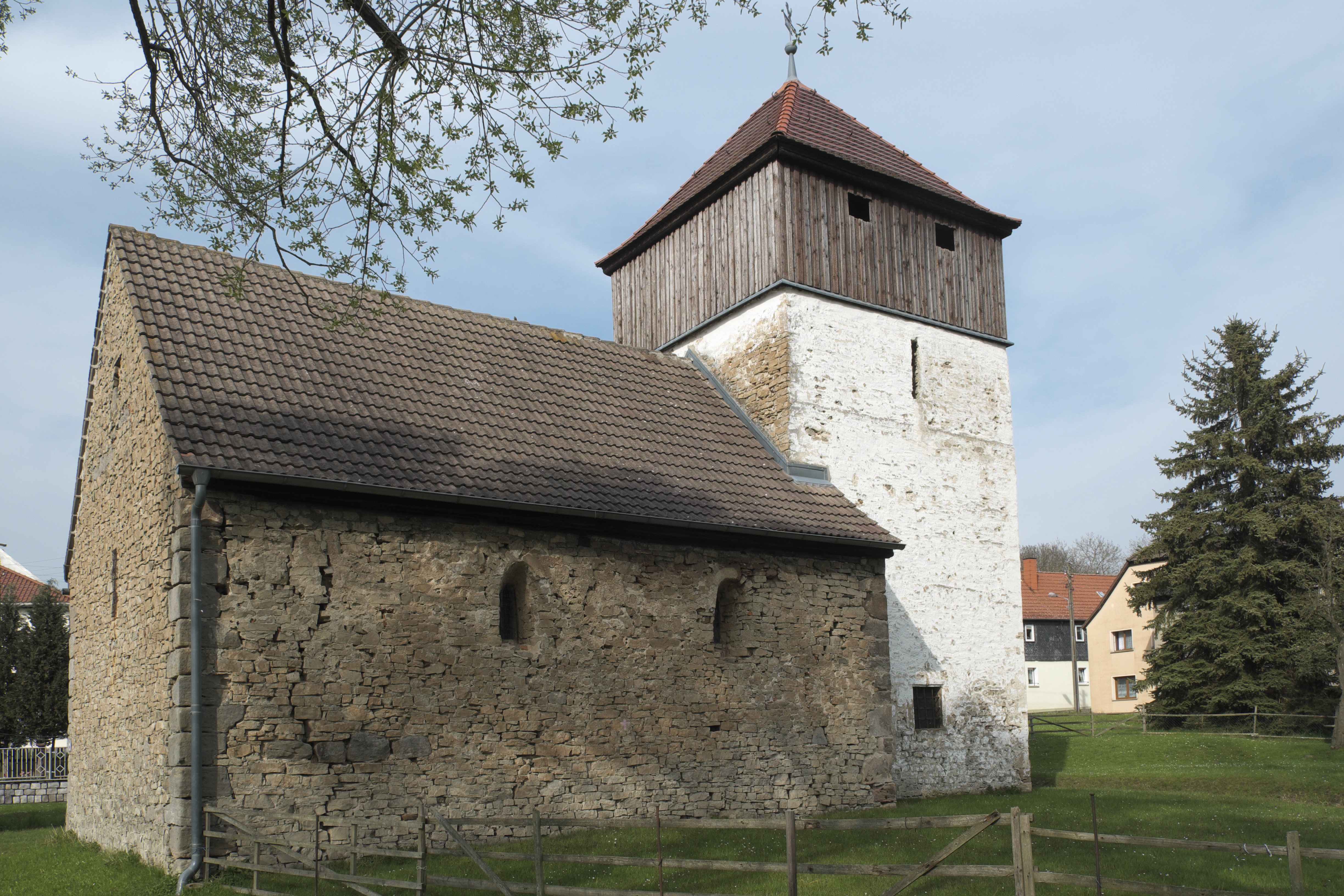
Wehrkirche Döblitz

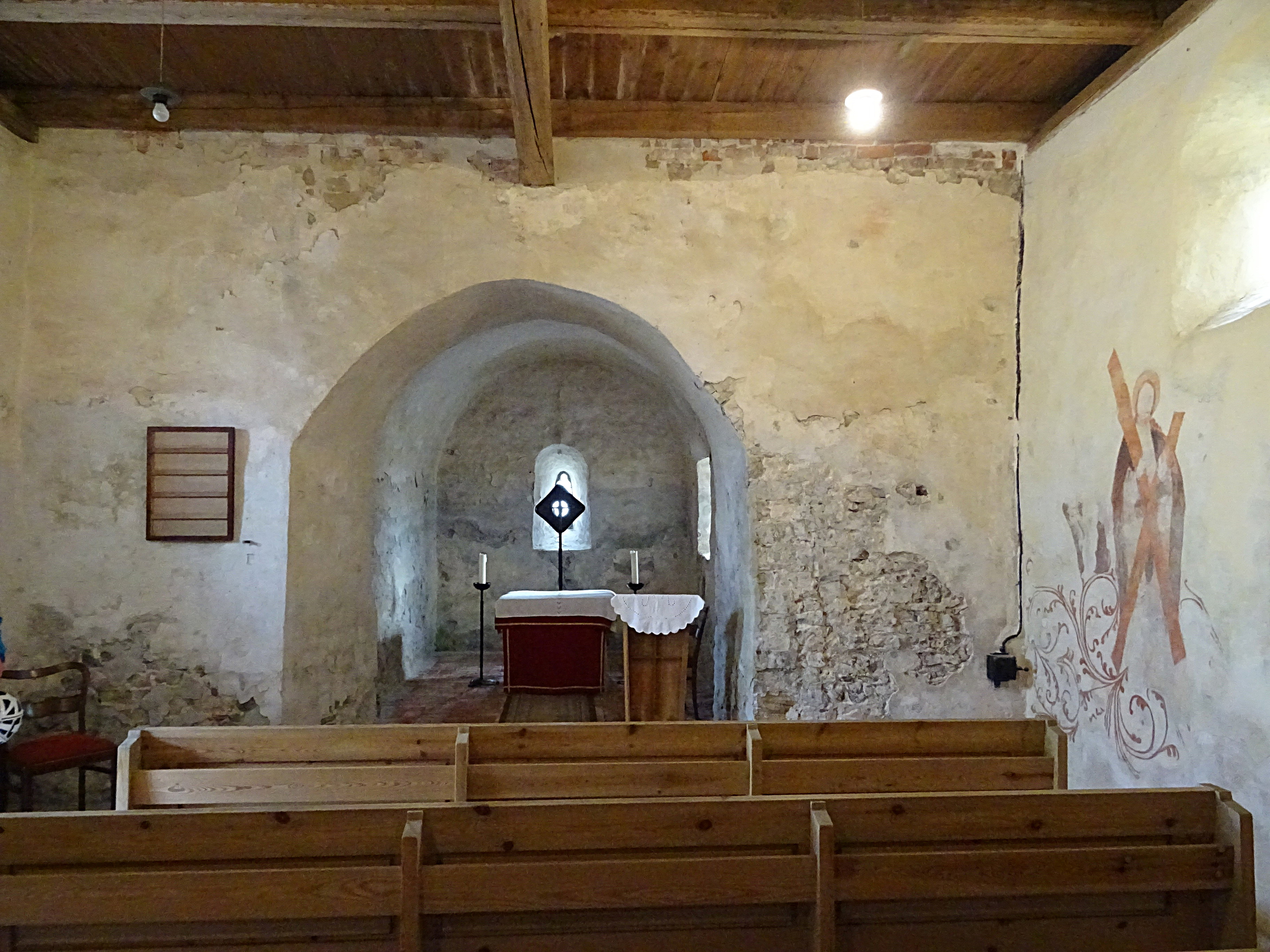
Innenansicht

Die evangelisch-lutherische Wehrkirche steht in Döblitz, einem Ortsteil der Stadt Triptis im Saale-Orla-Kreis in Thüringen. Die Filialkirche Döblitz gehört zur Kirchengemeinde Triptis im Pfarrbereich Triptis des Kirchenkreises Schleiz in der Evangelischen Kirche in Mitteldeutschland.

## Beschreibung
Die frühgotische, aus Bruchsteinen errichtete Saalkirche wurde vermutlich von Mönchen der Benediktinerabtei Saalfeld am Anfang des 13. Jahrhunderts gebaut. Sie ist bis heute im Wesentlichen erhalten, der Putz ist nur noch teilweise vorhanden. Im Unterteil des eingezogenen Chorturmes befindet sich der 4 m lange und 3 m breite Chor, der von einem spitzbogigen Tonnengewölbe überspannt ist. In der Mitte dieses Raumes steht der steinerne, original erhaltene Altar. Das hinter ihm liegende Fenster im Osten hat heute Butzenscheiben. Das 6 m × 8 m große Kirchenschiff, das mit einem Satteldach bedeckt ist, hat auf der Nordseite ein spitzbogiges Portal, dessen Tür aus dicken Bohlen verschlossen werden kann. Der Triumphbogen zum Chor hat keine Kämpfer. In der Südwand sind zwei kleine frühgotische, spitzbogige Fenster, die sehr hoch angebracht sind und den Innenraum nur spärlich beleuchten. Das Langhaus wird von einer Holzbalkendecke nach oben geschlossen, über ihr ist der  Zugang zum Turm. Im Obergeschoss des Turms sind Schießscharten, die seinerzeit für die Verteidigung erforderlich waren. Der oberste Teil des Turms besteht aus Balken, darüber erhebt sich ein Zeltdach.
Schon seit Anfang des 17. Jahrhunderts wurde das Gotteshaus kaum genutzt. Nach einem Brand 1847 wurde die Kirche gar nicht mehr gottesdienstlich genutzt. Es diente fortan als Feuerwehrhaus bzw. als Lager. Seit 1959 liefen Bemühungen, die kleine Kirche wieder für Gottesdienste zu nutzen. Im Frühjahr 1965 wurde das unverändert erhaltene Gebäude wieder für kirchliche Zwecke genutzt.
Bei einer Restaurierung wurden 1965 Reste einer Wandmalerei aus dem 14./15. Jahrhundert im Innenraum an der Südwand freigelegt. Von ihr sind noch ein Christus in der Mandorla, rechts von ihm Maria und links Johannes zu erkennen, außerdem der Apostel Andreas.
Eine Orgel besaß die Kirche wahrscheinlich nie. Eine Glocke aus Bronze des 13. Jahrhunderts ist jedoch vorhanden.